# Roselyn Sánchez
Roselyn Sánchez (* 2. dubna 1973, San Juan, Portoriko) je portorikánská zpěvačka, textařka, modelka, herečka, producentka a spisovatelka. Nejvíce se proslavila rolí FBI agentky Eleny Delgado v CBS policejním dramatu Beze stopy (2005–2009) a rolí Carmen Luny v Lifetime seriálu Devious Maids (2013–2016).

## Životopis
Roselyn se narodila v San Juan v Portoriku. Je nejmladší ze čtyř sourozenců: má tři starší bratry. Navštěvovala University of Puerto Rico, kde jako její otec a bratři studovala marketing. Po třech letech školu opustila a v 18 letech se přestěhovala do New Yorku, kde chodila na taneční a herecké kurzy. O rok později se vrátila do Portorika a získala menší roli ve filmu Kapitán Ron, po boku Martina Shorta a Kurta Russella.

## Kariéra
V Portoriku získala ohlas od diváků jako tanečnice v show nazvané Qué Vacilón. V roce 1993 získala korunku v soutěži Miss Portoriko a o rok později získala titul Miss Amerika.
V roce 2011 byla obsazena do role filmu Křižovatka smrti 2, po boku Jackieho Chana. V roce 2003 si zahrála roli Loreny ve filmu Všechny chtějí Papiho.
V roce 2003 vydala první album Borinqueña. Prvním singlem se stala písnička „Amor Amor“, která získala nominaci na latinskou cenu Grammy. Objevila se ve videoklipech Craiga Davida k písničkám „Hidden Agenda“ a „Personal“ a ve videoklipu Fabolouse k písničce „Make Me Better“.
V listopadu roku 2005 získala roli agentky Eleny Delgado v seriálu stanice CBS Beze stopy, kde hrála až do roku 2009. V roce 2006 napsala scénář, produkovala a sama hrála ve filmu Yellow. O rok později se jako baletní učitelka Monique objevila ve filmu Plán hry a v roce 2009 ve filmu The Perfect Sleep.
V roce 2012 byla obsazena do seriálu stanice Lifetime Devious Maids. 14. května 2012 seriál stanice ABC nevybrala, ale 22. června 2012 vybrala seriál stanice Lifetime. Seriál měl premiéru 23. června 2013. V roce 2018 získala hlavní roli v seriálu stanice ABC Grand Hotel.

## Osobní život
9. srpna 1998 se provdala za herce Garyho Stretche. Pár se rozvedl v dubnu 2001. Poté začala chodit se zpěvákem Victorem Manuellem. Pár v prosinci roku 2005 oznámil ukončení vztahu. 29. listopadu 2008 si vzala herce Erica Wintera. 4. ledna 2012 se jim narodila dcera Sebella Rose Winter. Dne 3. listopadu 2017 se jim narodil syn Dylan Gabriel Winter.
Roselyn podporuje práva zvířat a je aktivní členkou PETA. Objevila se nahá v kampani PETA pro podporu anti-kožešinové kampaně. Je tváří Fundación de Niños San Jorge, která pomáhá nemocným dětem z chudých rodin.

## Filmografie

### Film
| Rok  | Název                                  | Role               | Poznámky                       |
| ---- | -------------------------------------- | ------------------ | ------------------------------ |
| 1992 | Kapitán Ron                            | Clarise            |                                |
| 1999 | Blázniví únosci                        | Trina              |                                |
| 2001 | Křižovatka smrti 2                     | Isabella Molina    |                                |
| 2002 | Plnou parou vzad!                      | Gabriella          |                                |
| 2002 | Nightstalker                           | Gabriella Martinez |                                |
| 2003 | Zelené peklo                           | Nunez              |                                |
| 2003 | Všechny chtějí Papiho                  | Lorena             |                                |
| 2004 | Larceny                                | Angela             |                                |
| 2005 | Ve vlastnictví státu 2: Krev v ulicích | D.A.               |                                |
| 2005 | Zpátky do školy                        | Karen Lopez        |                                |
| 2005 | Cayo                                   | mladá Julia        |                                |
| 2005 | Mimo zákon                             | Maria              |                                |
| 2005 | Shooting Gallery                       | Jezebel Black      |                                |
| 2006 | Yellow                                 | Amaryllis Campos   | také producentka a scenáristka |
| 2007 | Plán hry                               | Monique Vasquez    |                                |
| 2007 | Křižovatka smrti 3                     | Isabella Molina    | cameo, vymazaná scéna          |
| 2009 | The Perfect Sleep                      | Porphyria          |                                |
| 2010 | Venus & Vegas                          | Kristen            |                                |
| 2012 | Povinnost a čest                       | Morales            |                                |
| 2018 | Traffik                                | Malia              |                                |

### Televize
| Rok       | Název                              | Role                  | Poznámky                           |
| --------- | ---------------------------------- | --------------------- | ---------------------------------- |
| 1996–1997 | As the World Turns                 | Pilar Domingo         | vedlejší role                      |
| 1997–1998 | Fame L.A.                          | Lili Arguelo          | hlavní role, 21 dílů               |
| 1999      | Ryan Caulfield: Year One           | Kim Veras             | 2 díly                             |
| 2000      | Nash Bridges                       | Belinda Cruz          | 2 díly                             |
| 2002      | Miss Miami                         | neznámá role          | neprodaný televizní pilot          |
| 2002      | In-Laws                            | Dani                  | díl: „If You Can't Stand the Heat“ |
| 2002      | Kancelářská krysa                  | Maria                 | díl: „Drewova žhavá salsa“         |
| 2003–2004 | Dragnet                            | detektiv Elana Macias | 3 díly                             |
| 2005      | Kojak                              | Carmen Warrick        | hlavní role, 10 dílů               |
| 2005–2009 | Beze stopy                         | Elena Delgado         | hlavní role, 89 dílů               |
| 2009      | Milionový lékař                    | Sofia Santos          | díl: „Co je šeptem, to je čertem“  |
| 2011      | Rizzoli & Isles: Vraždy na pitevně | Valerie Delgado       | díl: „Sežeňte mi svědka“           |
| 2012      | Zoufalé manželky                   | Carmen Luna           | díl: „Sbohem, Wisteria Lane“       |
| 2013–2016 | Devious Maids                      | Carmen Luna           | hlavní role, 49 dílů               |
| 2014      | Familia En Venta                   | Lili                  | hlavní role, 13 dílů               |
| 2016      | Telenovela                         | reportérka            | díl: „The Hurricane“               |
| 2019      | Grand Hotel                        | Gigi Mendonza         | hlavní role, 13 dílů               |